# Hadena orizabena
Hadena orizabena là một loài bướm đêm trong họ Noctuidae.